# Minecraft Bedrock
Minecraft Bedrock Edition o simplemente Minecraft Bedrock  (anteriormente Minecraft: Pocket Edition y Minecraft: Windows 10 Edition) es una edición del videojuego Minecraft para dispositivos móviles, realidad virtual, consolas de videojuegos y la Microsoft Store de Windows. Es la contraparte de las ediciones Minecraft: Java Edition, destinada para computadoras, Minecraft: Legacy, versión descontinuada para Wii U, de Nintendo, entre otras consolas, y de Minecraft: Education Edition, destinada para la enseñanza y el aprendizaje.
Esta edición está basada principalmente en el «Render Dragon», el motor gráfico que fue anunciado en 2019. Su primera imagen oficial fue subida por Helen Zbihlyj en Twitter el 20 de junio de 2019. Antes del «Render Dragon» se usaba el motor gráfico «Bedrock Engine», que fue descontinuado y cambiado a finales de la versión 1.18.30.
Minecraft Bedrock fue desarrollado para unificar las diferentes versiones del juego existentes previamente para cada consola de videojuegos y dispositivos móviles y permitir la interacción entre estas plataformas. Consta de versiones para Playstation 4, Playstation 5, Android, Xbox One, iOS, Nintendo Switch, Apple TV, Fire TV, Oculus Rift, Gear VR y dispositivos basados en el sistema operativo Windows 10, incluyendo computadoras de escritorio, dispositivos móviles y HoloLens. Esta es una versión muy conocida de Minecraft.
Minecraft: Java Edition y Minecraft Bedrock ya son vendidos en un solo paquete. Antes eran vendidos por separado, llegando a un alto precio si se quería comprar las dos versiones, pero eso cambió el 6 de abril de 2022, cuando fue anunciado que las dos ediciones se venderían juntas.

## Historia
La primera versión de Minecraft Bedrock Edition (en aquel entonces Minecraft Pocket Edition o MCPE) fue exclusiva para el Xperia Play, fue la alpha 0.1.0 lanzada el 16 de agosto de 2011 con un costo de $6.99 USD ($129 MXN) junto con una versión demo gratuita. Más tarde fue lanzada para otros dispositivos Android la alpha 0.1.1, el 7 de octubre de 2011. Minecraft Bedrock para dispositivos iOS se publicó el 17 de noviembre de 2011 en la App Store, un día antes del lanzamiento de Minecraft: Java Edition 1.0 en la MINECON 2011. 
El 15 de septiembre de 2014, la empresa fue adquirida por Microsoft por un valor de 2.500 millones USD, este suceso provocó el alejamiento de Markus Persson del proyecto y de la compañía. El 29 de julio de 2015, Microsoft lanzó Minecraft Bedrock para Windows 10. El 1 de junio de 2017, Minecraft: Pocket Edition alcanzó la versión 1.1, conocida como "Discovery Update".
En la conferencia E3 2017, fue anunciado que Minecraft: Pocket Edition llegaría a más dispositivos, como Xbox One, cambiando de nombre a simplemente "Minecraft" como un nuevo juego unificado, diferenciándolo de la edición para PCs, Minecraft: Java Edition. Entonces, el 20 de septiembre de 2017, Minecraft Bedrock alcanzó la 1.2. No fue hasta el 9 de diciembre de 2019 que Minecraft Bedrock fue anunciado para la consola PlayStation 4, siendo lanzado el 10 de diciembre de 2019. Hasta el día de hoy Minecraft es uno de los juegos más vendidos y más descargados del mundo.

## Jugabilidad
Minecraft Bedrock, al igual que Minecraft: Java Edition y Minecraft Legacy Console Edition, es un juego tipo mundo abierto (sandbox), por lo que permite al jugador una libertad en su forma de jugar, el modo predeterminado es en primera persona, aunque puede ser cambiado a tres tipos de visión de cámara, al igual que el nivel de dificultad. Se comienza con los aspectos predeterminados aunque se pueden elegir otros comprándolos o diseñándolos. Hay tres modos de juego: creativo, donde todos los ítems son infinitos, supervivencia donde tendrás que conseguir tú mismo los materiales si quieres sobrevivir y aventura donde podrá explorar el mundo, pero no podrá interactuar con él. Además, existen dos interfaces configurables en el juego: interfaz clásica e interfaz móvil.

## En Windows
Minecraft Bedrock funciona también en computadoras y dispositivos de realidad virtual con Windows 10 y Windows 11, que se ejecutan en la plataforma universal de Windows (UWP). Se anunció originalmente el 4 de julio de 2015, y una versión beta fue lanzada el 29 de julio de 2015 por costo de $9.99 USD en la Tienda de Windows (ahora Microsoft Store). Las personas que compraron la versión de Java antes del 19 de octubre de 2018 podían obtener la versión de Windows 10 de forma gratuita a través de un código que debía ser canjeado antes del 20 de abril de 2020.

## Education Edition
En enero de 2016, Microsoft anunció una nueva herramienta para la educación, Minecraft: Education Edition (o Minecraft EDU) que se lanzó a finales de 2016. Ya que Minecraft ya ha sido usado en muchas escuelas alrededor del mundo para enseñar materias, Minecraft EDU se basa especialmente en el ámbito escolar. Esta edición les da a los maestros las herramientas que se necesiten para cada día de escuela. Existen pequeñas diferencias entre Minecraft y Minecraft Education. El concepto principal es el mismo, un juego tipo sandbox abierto, en el que hay una serie de desafíos en el que los estudiantes aprenderán conceptos de programación. Los personajes de cada estudiante tienen la capacidad de retener características. Además, los alumnos pueden descargar el juego en su casa sin tener que comprar su propia versión del juego. Una de las últimas grandes diferencias es que los estudiantes pueden tomar fotografías dentro del juego y de mundos en específico. Estas fotografías se almacenan en un álbum en línea con las notas de los estudiantes. También se pueden compartir los álbumes y las libretas electrónicas con otros estudiantes. La versión actual de Minecraft EDU es la 1.18.45. Esta edición tiene ítems propios como es el caso de la cámara, el álbum de fotografías, el pizarrón, los NPCs y otros objetos más. También se debe conectar a esta edición a partir de la cuenta de estudiante, escuela o empresarial. La edición lleva el mismo código base de Minecraft Bedrock.

## Microtransacciones
Minecraft Bedrock edition tiene implementado un sistema de microtransacciones dentro de su tienda virtual donde se encuentran desde mapas de aventura personalizados hasta packs de textura y minijuegos. El objetivo de esto es que los creador de contenido con certificación puedan comercializar sus creaciones y recibir un 50% de las ganancias, los 50% restantes están divididos entre Microsoft (30%) y el resto a diferentes partes como puede ser Apple(En caso de comprar en Apple store). La moneda utilizada en esta tienda virtual es originaria de Minecraft y se compran en diferentes paquetes para que se ajusten a la necesidad del momento.